# Voïvodie de Grande-Pologne
Ne doit pas être confondu avec Grande-Pologne ou Province de Grande-Pologne.
La voïvodie de Grande-Pologne (en polonais : Województwo Wielkopolskie) est une des 16 régions administratives ou voïvodies de la Pologne. Son chef-lieu est la ville de Poznań.
La voïvodie fut créée le 1er janvier 1999 à partir des anciennes voïvodies de Poznań, Kalisz, Konin et Leszno, ainsi que d’une partie de l’ancienne voïvodie de Piła, à la suite d'une loi de 1998 réorganisant le découpage administratif du pays.
Elle se divise en 35 districts (ou powiats), dont 4 villes possédant des droits de district, et 226 communes. Le nom de la voïvodie fait référence à la région historique de Grande-Pologne (Wielkopolska).

## Géographie
La voïvodie est située dans le centre-ouest de la Pologne. Elle couvre une superficie de 29 826 km2.
Elle possède deux parcs naturels, des réserves naturelles et des parcs paysagers. Les deux principaux cours d'eau de la région sont la Warta et la Notec. Le nord de la voïvodie est une région lacustre.

## Histoire
Le nom de Grande Pologne (ou Grande-Pologne, en polonais Wielkopolska, en allemand Grosspolen, en latin Polonia Maior) est utilisé seulement depuis les XIVe et XVe siècles. Il est mentionné pour la première fois en latin en 1257, et pour la première fois en polonais en 1449. Les noms de grande ou ancienne Pologne soulignaient qu'elle était le berceau de l'État polonais. Auparavant, cette région était habitée par la tribu des Polanes et s’appelait simplement Pologne. Les forts de Giecz et de Poznań furent construits avant le Xe siècle. La Grande Pologne était la région centrale du pays de Mieszko Ier et de Boleslas Ier le Vaillant, Poznań était la capitale de la Pologne. Ce n’est qu’au XIe siècle que la capitale fut transférée à Cracovie.
Après les deux premiers partages de la Pologne, en 1772 et 1793, la région se retrouva sous la domination prussienne et subit une germanisation forcée. Pendant la Seconde Guerre mondiale, elle fut annexée par le Troisième Reich sous le nom de Wartheland ou Warthegau, pays de la Warta. En 1945, la Grande Pologne revint à la Pologne.

## Population
La voïvodie compte 3 359 932 habitants au 31 décembre 2003.

## Politique
Composition de la diétine (sejmik) de Grande-Pologne à la suite des élections de 2018 :
|  |                                    | Sièges |
|  | ---------------------------------- | ------ |
|  | Coalition civique                  | 15     |
|  | Droit et justice                   | 13     |
|  | Parti paysan polonais              | 7      |
|  | Alliance de la gauche démocratique | 3      |
|  | Sans étiquette                     | 2      |

Composition de la diétine (sejmik) de Grande-Pologne à la suite des élections de 2024 :
|  |                   | Sièges |
|  | ----------------- | ------ |
|  | Coalition civique | 15     |
|  | Droit et justice  | 15     |
|  | Troisième voie    | 7      |
|  | La Gauche         | 2      |

## Principales villes
(Population en 2003)
- Poznań (581 200 habitants)
- Kalisz (106 500)
- Konin (83 600)
- Piła (76 800)
- Ostrów Wielkopolski (74 500)
- Gniezno (71 600)
- Leszno (63 500)

## Économie
Principaux secteurs d'activité :
- industrie ;
- agro-alimentaire ;
- transport ;
- bâtiment ;
- commerce et services.

## Noms de famille les plus fréquents
- 1. Jabłoński : 35 012
- 2. Nowak : 35 011
- 3. Kaczmarek : 24 185
- 4. Wojciechowski : 12 928